# Ши Пинг
Ши Пинг (кин: 施平; пин: Shi Ping; Дајао, 1. новембар 1911 – Ксухуи, 29. јун 2024) био је кинески академик, политичар и суперстогодишњак који је према гинисовој књизи рекорда носио титулу најстаријег живог мушкарца на свету у периоду од 2. априла до 29. јуна 2024. године. Такође је био и последњи преживели мушкарац рођен пре потонућа Титаника.

## Биографија
Ши Пинг је рођен у округу Дајао, граду у северно-централној провинцији Јунан у Кини, 1. новембра 1911. године. Рођен као Ши Ери, у научничкој породици која је веома ценила образовање. Након што је завршио основну школу, родитељи су га подстицали да настави школовање, али пошто у Дајаоу није било средњих школа, морао је да отпутује далеко од свог родног града. Почетком 1926. године, убрзо након Лунарне нове године, тада четрнаестогодишњи Ши је сам отишао до Кунминга, путујући више од 600 миља преко планина. Отприлике месец дана по доласку у Кунминг, уписан је у средњу школу Ченгде и придружио се Удружењу за напоре младих, периферној организацији коју је предводила Комунистичка партија Кине. Дана 12. априла 1927. године, после масакра у Шангају, петнаестогодишњи Ши је одржао говор на школском састанку где је осудио поступке Чанг Кај Шека, демонстрирајући жељу за вођством што је привукло пажњу његових другова из разреда и наставника.
Године 1929, са 17 година, отпутовао је у Нанкинг, где прво је похађао Нанкинг Јинлинг универзитет 1931. године, али није могао да настави због високих трошкова школарине и прешао је на Универзитет Џеђианг, где је примљен на универзитетски колеџ пољопривреде. Док је похађао универзитет, помогао је у оснивању „Антијапанског удружења студената пољопривредних факултета“, а његови колеге студенти су га изабрали да постане председник удружења са 19 година. Касније исте године придружио се групи од око 2.000 представника ученика из различитих школа у Хангџоуу, где су отпутовали у Нањинг у знак протеста због дипломатских односа владе са Јапаном. Било је то отприлике у то време када је упознао своју будућу супругу Јанг Лин, колегиницу на пољопривредном факултету, и пар се венчао 1934. Касније исте године, Лин – која је у то време била трудна, а затворена због њеног ангажовања у организацији комунистичких студентских активности. Док је била у затвору, родила им је сина 5. јануара 1935. Трагично, Лин је доживела компликације на порођају и преминула је у затвору само 18 дана након порођаја, остављајући мужа да свом сину назове Хуаилин у њену част.
Године 1935, само неколико месеци након рођења сина и смрти његове жене, изабран је за председника градске студентске уније, где је његово вођство почело да привлачи пажњу Чанг Кај Шека, који није одобравао оно што посматрају као „ометајуће“ активности ученика. У мају 1936. изабран је за извршног члана Националне федерације студената и председника Посебног комитета Савеза. Убрзо након тога, ухапшен је и накратко затворен због комунистичких веза, али је пуштен након седам дана. Године 1938. придружио се Комунистичкој партији Кине, где је постављен за секретара Окружног партијског комитета и политичког комесара пука Нове Четврте армије. Због политичког прогона који је доживео од владе током студија на факултету, касније је променио име из Ши Ери у Ши Пинг.
Од октобра 1953. до фебруара 1960. служио је као партијски секретар и потпредседник Пољопривредног универзитета у Пекингу (сада Кинески пољопривредни универзитет), али је био приморан да напусти своју позицију током Анти-десничарске кампање, где га је влада означила као „десничарског опортунисту“, упркос томе што је био посвећен члан Комунистичке партије више од 20 година. Две године касније, влада је открила да је њихов прогон Шија била грешка и дозволила му да буде заменик директора руралне канцеларије Бироа Источне Кине Централног комитета КПК.
Године 1978. именован је за партијског секретара Источнокинеског нормалног универзитета, где је служио пет година пре него што је 1983. изабран за генералног секретара шангајског општинског народног конгреса, где је служио две године пре пензионисања 1985. Након пензионисања , његови хобији су били читање, писање и фотографија, где је објавио четири фото књиге које садрже његове слике. Његов једини син, Ши Хуаилин, дипломац Харбинског технолошког института, погинуо је 21. септембра 1987. након што га је ударио таксиста док је возио бицикл.
Године 2011. "East China Normal University Press " објавио је Сабрана дела Ши Пинга, књигу која се састоји од списа које је написао током скоро 80 година каријере. Године 2013, у 101 години живота, објавио је своју четврту књигу фотографија и поклонио је библиотеци Источнокинеског нормалног универзитета. Његов унук је др Ши Јигонг, биофизичар који је оснивач и актуелни председник Универзитета Вестлејк у Хангџоу, Џеђанг.
7. фебруара 2024. године, у доби од 112 година, добио је званично признање од стране Шангајског удружења алумни Кинеског пољопривредног универзитета за значајан допринос колеџу. У доби од 112 година спавао је већи део дана и примао све своје хранљиве материје кроз сонду за храњење, али је и даље могао да седи у инвалидским колицима. Био је скоро потпуно глув, али је могао да пружи једноставне одговоре ако га неко куцне по рамену.
31. марта 2024, након смрти 112-годишњег Гисабура Сонобеа из Јапана, постао је последњи преживели мушкарац рођен 1911. године.
2. априла 2024, након смрти 114-годишњег Хуана Висентеа Переза из Венецуеле, постао је најстарији живи мушкарац на свету.
Ши Пинг је преминуо у округу Ксухуи, Шангај, Кина, 29. јуна 2024. године, у доби од 112 година и 241 дан. Након његове смрти, тада 111-годишњи Џон Тинисвуд из Уједињеног Краљевства, постао је најстарији живи мушкарац на свету.